# Klavdía
Klavdía Papadopoúlou (grec moderne : Κλαυδιά Παπαδοπούλου), connue sous le mononyme de Klavdía, est une chanteuse grecque née le 18 août 2002 à Asprópyrgos en Grèce. Elle représente la Grèce au Concours Eurovision de la Chanson 2025 avec la chanson Asteromáta.
Elle est d'origine pontique,.

## Carrière musicale
Klavdía est devenue célèbre en 2018, lorsqu'elle a participé à la cinquième saison de The Voice of Greece sur Skai TV. Lors des auditions, elle a interprété la chanson Roxanne de The Police, faisant se retourner les quatre coaches. Elle choisit d'intégrer l'équipe d’Élena Paparízou,. Elle arrive ensuite jusqu'en finale, sans figurer parmi les trois derniers candidats.
Peu de temps après son expérience dans le télé-crochet, Klavdía a signé un contrat d'enregistrement avec le label grec Panik Records, avec lequel elle a sorti ses premiers singles, dont Haramanta, certifié double platine par l'IFPI Grèce pour 40 000 unités, et Vasanizomai,. Fin 2022, elle a postulé pour représenter la Grèce au Concours Eurovision de la chanson 2023 . Bien qu'elle ait figuré parmi les finalistes, le radiodiffuseur public grec a fini par choisir Victor Vernicos comme représentant national à Liverpool. En 2024, elle sort son premier EP éponyme.
Le 10 janvier 2025, la chaîne de télévision grecque ERT a annoncé que Klavdía serait l'une des participants à Ethnikos Telikos, la nouvelle sélection destinée à désigner le représentant de la Grèce au Concours Eurovision de la Chanson 2025, avec la chanson Asteromáta,. Lors de la sélection nationale, qui a eu lieu le 30 janvier au Christmas Theater de Galatsi, Klavdía est la cinquième des douze candidats à présenter sa chanson. Elle a remporté la première place au vote général des jurys internationaux et du télévote, et représentera donc la Grèce sur la scène de l'Eurovision à Bâle,.

## Discographie

### EP
- 2024 : Klavdía

### Singles
- 2022 : Lonely Heart
- 2022 : Edó gyrnáo
- 2023 : Charámata
- 2023 : Holy Water
- 2024 : Vasanízome
- 2024 : Movin' Too Fast (avec Playmen)
- 2024 : Nýchta mou megáli (avec Oge & Arcade)
- 2025 : Asteromáta